# باید بدانم (ترانه دوجا کت)
«باید بدانم» (به انگلیسی: Need to Know) ترانه‌ای از رپر و خوانندهٔ آمریکایی دوجا کت از سومین آلبوم استودیویی وی پلنت هر (۲۰۲۱) می‌باشد که توسط خودش و تهیه‌کننده دکتر لوک نوشته شده‌است. این آهنگ ابتدا از طریق کموساب و آرسی‌ای رکوردز در ۱۱ ژوئن ۲۰۲۱ به‌عنوان تک‌آهنگ تبلیغاتی آلبوم منتشر گردید و در ۳۱ اوت به عنوان سومین تک‌آهنگ بر ایستگاه‌های رادیویی ریتمیک معاصر آمریکا تأثیر گذاشت.